# Домброва (Опочинський повіт)
Домброва (пол. Dąbrowa) — село в Польщі, у гміні Славно Опочинського повіту Лодзинського воєводства.
Населення — 96 осіб (2011).
У 1975-1998 роках село належало до Пйотрковського воєводства.

## Демографія
Демографічна структура станом на 31 березня 2011 року:
|          | Загалом | Допрацездатний вік | Працездатний вік | Постпрацездатний вік |
| -------- | ------- | ------------------ | ---------------- | -------------------- |
| Чоловіки | 51      | 9                  | 30               | 12                   |
| Жінки    | 45      | 8                  | 19               | 18                   |
| Разом    | 96      | 17                 | 49               | 30                   |